# Enrique Osses
Enrique Roberto Osses Zencovich (ur. 26 maja 1974) – chilijski sędzia piłkarski urodzony w Santiago.
Od 2005 jest sędzią FIFA. Osses został mianowany jednym z 25 sędziów na Mistrzostwach Świata w Piłce Nożnej 2014.